# Никифор Палеолог
Ники́фор Палеоло́г (греч. Νικηφόρος Παλαιολόγος; ум. 18 октября 1081 года) — византийский военачальник времён правления императоров Романа IV Диогена, Михаила VII Дуки, Никифора III Вотаниата и Алексея I Комнина. Один из последних византийских наместников Месопотамии, участник битвы при Диррахии.
Первый известный представитель знатного рода Палеологов, впоследствии последней и наиболее долговечной императорской династии, правившей Византией в 1261—1453 годах.

## Биография

Византийские фемы Малой Азии в 950 году. Месопотамия расположена на восточном пограничье и выделена коричневым цветом.

О происхождении Никифора Палеолога не сохранилось никаких достоверных сведений. Существуют разные точки зрения на происхождение семейства Палеологов, ведущего от него свою историю. Более поздняя традиция называла их выходцами из итальянского города Витербо или даже потомками римлян, переселившихся в Константинополь во времена императора Константина Великого. Но обе версии, вероятно, были созданы уже позднее для упрочнения легитимности императорской династии. В действительности Никифор Палеолог является первым известным представителем своего рода. При этом первые сведения о нём относятся ко времени правления Романа IV Диогена, при котором он уже был военачальником. Известно, что Палеолог враждебно относился к этому императору и примкнул к оппозиции, сформированной против него кесарем Иоанном Дукой и Михаилом Пселлом. Однако правление этого императора оказалось недолгим. В 1071 году он потерпел сокрушительное поражение от сельджуков в битве при Манцикерте, которое стоило ему трона, а Византии — значительной части Анатолии.
Последовавшим хаосом в регионе воспользовался лидер отряда норманнских наёмников Руссель де Байоль, сам участвовавший в этом сражении на стороне византийцев. Он захватил ряд крепостей в Анатолии и начал беспокоить оттуда окрестности византийских городов Амасия и Новая Кесария на понтийском побережье Чёрного моря. Согласно сообщению Никифора Вриенния, пришедший тогда к власти в Константинополе Михаил VII Дука отправил для подавления мятежа Никифора Палеолога. Сперва Палеолог собрал около 6 тысяч аланских наёмников и выступил с ними в Понт. Однако средств для содержания войска у него не хватало, так что он стремился навязать норманнам сражение до того, как успеет с ним рассчитаться. Аланы же быстро это поняли и в большинстве своём покинули войско, а оставшийся отряд был атакован и полностью разбит де Байолем. Впоследствии мятеж был подавлен другим военачальником, молодым Алексеем Комнином. Сам Никифор Палеолог в последующие годы был наместником Месопотамии. Как раз к этому времени относятся последние попытки Византии удержать под своим контролем эту область, постепенно занимаемую турками-сельджуками.
В 1081 году восстание поднял уже Алексей Комнин. Он стремился занять императорский престол, принадлежавший в то время Никифору III Вотаниату. Палеолог сохранил преданность действующему императору. Но его сын, Георгий, был одним из ближайших соратников Комнина и деятельным участником восстания. Анна Комнина в «Алексиаде» пишет, что отец и сын даже неожиданно столкнулись, когда войско Комнина захватывало Константинополь, но не стали причинять вреда друг другу. Это произошло, когда Никифор причаливал на судне к пристани Большого дворца. После этой встречи Никифор прибыл во дворец и призвал Вотаниата к сопротивлению. Он отметил, что войска неприятеля потеряли дисциплину и занялись грабежами, вызвавшись нанести по ним удар с отрядом варягов. Но император к тому моменту уже пал духом и решил сдаться. Он отправил Палеолога к Комнину, предложив последнему принять фактическую власть, но сохранить старому василевсу его титул и почести. Впрочем, уже взявший город Алексей отверг это предложение, и Вотаниату пришлось полностью отречься от престола в его пользу.
Никифор признал власть Алексея I Комнина и продолжил службу в его правление. В том же 1081 году он сопровождал нового василевса и возвышенного им Георгия Палеолога в кампании против норманнов герцога Апулии и Калабрии Роберта Гвискара, недавно завершившего завоевание византийской Южной Италии и высадившегося уже на Балканах. Впоследствии при поддержке Венеции Византии удалось отразить вторжение. Но в ходе этой войны, 18 октября 1081 года, старший Палеолог пал в неудачной для византийцев битве при Диррахии.

## Семья
Сведения о семье Никифора Палеолога отрывочны. Имя его супруги неизвестно, хотя есть сведения о её возможном происхождении из семейства Куртикиев. Достоверно известен один его сын:
- Георгий Палеолог — военачальник и близкий соратник Алексея I Комнина, неоднократно упоминается в «Алексиаде». Предок византийского императора Михаила VIII Палеолога и, соответственно, императорской линии рода Палеологов[1].

По менее достоверным данным, его сыновьями также могли быть:
- Николай Палеолог[греч.] — известно лишь то, что он погиб в битве при Диррахии[14].
- Роман Палеолог[греч.] — имел звание куропалата[14][15].